# Martyn Burke

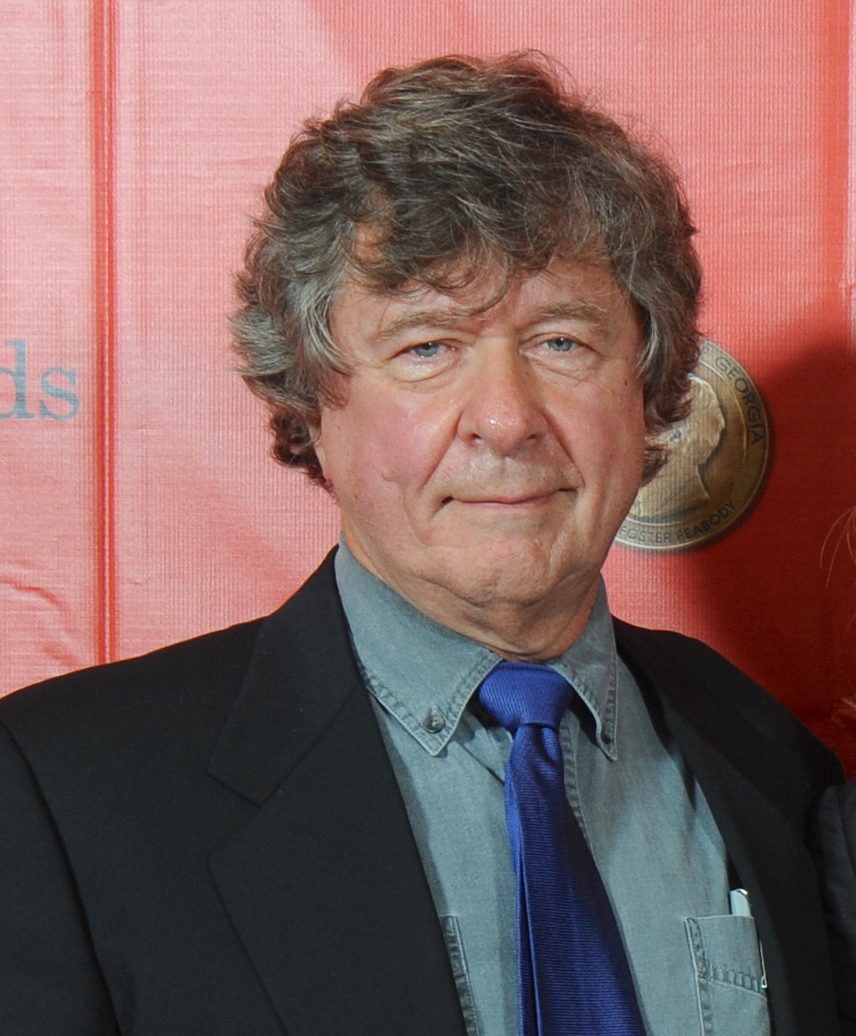
Martyn Burke 2013

Martyn Burke (* 14. September 1952 in Toronto) ist ein kanadischer Journalist, Schriftsteller, Drehbuchautor und Regisseur.

## Leben
Burke wurde sowohl als Autor von Romanen als auch als Drehbuchautor und Regisseur von Dokumentarfilmen und Spielfilmen bekannt. Er selbst sieht sich in erster Linie als Autor („Wenn es eine himmlische Verordnung gäbe, bei der ein großer Finger auf mich zeigen würde und jemand sagte ‚Du kannst nur eine Sache tun‘, dann würde ich schreiben“.)
Der Roman Laughing War beruht auf seinen Erfahrungen als Journalist im Vietnamkrieg. Im Film Witness stellt er die letzte Zeit der Besetzung Afghanistans durch die Sowjetunion dar. Idi Amin – My People Love Me ist einer der wenigen Filme, an denen der Diktator Idi Amin direkt durch Interviews mitwirkte. Islam VS Islamists ist der Beitrag Burkes zur Diskussion um Islam und islamischen Fundamentalismus.
Sein Spielfilm Avenging Angelo war der letzte Film mit Anthony Quinn. Die Dokumentation Under Fire: Journalists in Combat (2011), die sich den psychologischen Folgen der Kriegsberichterstattung widmete und Kriegsreporter wie Finbarr O’Reilly, Chris Hedges, Jeremy Bowen und Christina Lamb zu Wort kommen ließ, wurde mit einem Peabody Award ausgezeichnet.
Er lebt mit seiner Frau Laura Morton überwiegend in Santa Monica und zeitweise in Toronto.

## Filmografie (Auswahl)
- 1973: Carnivals (Dokumentarfilm, Regie, Produktion)
- 1976: The Clown Murders (Regie, Drehbuch)
- 1978: Power Play (Regie, Drehbuch)
- 1981: The Last Chase (Regie, Drehbuch, Produktion)
- 1982: The KGB Connections (Dokumentarfilm, Regie, Drehbuch)
- 1984: Top Secret! (Drehbuch)
- 1988: Witnesses (Dokumentarfilm, Regie, Drehbuch)
- 1995: Der Pate und das Showgirl (Sugartime, Fernsehfilm, Drehbuch, Co-Executive Producer)
- 1997: Die Kriegsmacher (The Second Civil War, Fernsehfilm, Drehbuch)
- 1998: Krieg im Pentagon (The Pentagon Wars, Fernsehfilm, Drehbuch, Executive Producer)
- 1999: Die Silicon Valley Story (Pirates of Silicon Valley, Fernsehfilm, Regie, Drehbuch)
- 1999: Animal Farm (Fernsehfilm, Drehbuch)
- 2002: Avenging Angelo (Regie)
- 2011: Under Fire: Journalists in Combat (Dokumentarfilm, Regie, Drehbuch, Produktion)

## Romane
- 1979: Laughing War (1980 für den Books in Canada First Novel Award nominiert.)
- 2000: Ivory Joe
- 2000: Tiara
- 2000: The Shelling of Beverly Hills
- 2006: The Truth about the Night
- 2011: The Commissar's Report
- 2016: Music for Love or War